# سیارک ۵۹۳۱
سیارک ۵۹۳۱ (به انگلیسی: 5931 Zhvanetskij، نامگذاری:1976GK3) پنج هزار و نهصد و سی و یکمین سیارک کشف شده‌است که در ۱ آوریل ۱۹۷۶ کشف شد.
قدر مطلق سیارک برابر ۱۱٫۵۰ است.